# Algimantas Dailidė
Algimantas Dailidė, né le 12 mars 1921 à Kaunas et probablement décédé en 2015, est un officier de police et fugitif nazi américano-lituanien,,,. Il est no 9 sur la liste des criminels de guerre nazis les plus recherchés du Centre Simon-Wiesenthal.

## Biographie
Né le 12 mars 1921 à Kaunas, Dailidė travaille en tant que forestier à Vilnius jusqu'en 1940, date à laquelle il est licencié pour avoir critiqué les autorités soviétiques occupant le pays. De 1941 à 1944, il travaille en tant que gouverneur de la division du comté de Vilnius de la police de sécurité lituanienne, une unité de police paramilitaire collaborant avec les nazis.
Après la fin de la guerre en 1950, Dailidė émigre aux États-Unis, où il déclare aux autorités avoir travaillé en tant de forestier tout en cachant ses activités criminelles pendant la guerre. Il exerce le métier d'agent immobilier ; « navetteur», il travaille et vit dans deux communes différentes jusqu'à sa retraite : à Gulfport, en Floride, et Cleveland, dans l'Ohio,. Lorsque son rôle dans la Shoah a été révélé, la Cour de justice de l'Ohio lui retire en 1997 sa nationalité américaine. En 2003, son expulsion est décidée par la commission de recours américaine. 
En 2006, il est reconnu coupable par un tribunal lituanien d'avoir arrêté douze Juifs qui tentaient de fuir le ghetto de Vilnius et deux ressortissants polonais prisonniers politiques. Il ne purge aucune peine de prison vu son âge avancé. Dailidė vit depuis 2008 à Kirchberg, en Allemagne. Selon certaines informations, il serait décédé en 2015 et aurait été enterré au « Spring Grove Cemetery » de Medina, dans l'Ohio. Il a pourtant été inclus dans la liste des criminels de guerre nazis qui pourraient faire l'objet de poursuites en 2019.